# Corinne Suter
Corinne Suter (Schwyz, 28 september 1994) is een Zwitserse alpineskiester. De afdalingspecialiste won de wereldbeker op de afdaling en Super G in 2019/20, werd op de afdaling wereldkampioene in 2021 en Olympisch kampioene in Peking in 2022.

## Carrière
Suter maakte haar wereldbekerdebuut in november 2011 in Aspen. In december 2014 scoorde de Zwitserse in Lake Louise haar eerste wereldbekerpunt. Een jaar later, december 2015, behaalde ze in Lake Louise haar eerste toptienklassering in een wereldbekerwedstrijd. Op de wereldkampioenschappen alpineskiën 2017 in Sankt Moritz eindigde Suter als twaalfde op de Super G en als achttiende op de afdaling. Tijdens de Olympische Winterspelen van 2018 in Pyeongchang eindigde de Zwitserse als zesde op de afdaling en als zeventiende op de Super G.
In Åre nam ze deel aan de wereldkampioenschappen alpineskiën 2019. Op dit toernooi veroverde ze eerst de bronzen medaille op de Super G, vlak achter de Amerikaanse Mikaela Shiffrin en de Italiaanse Sofia Goggia. Daarna won ze de zilveren medaille op de afdaling, achter Ilka Štuhec en voor Lindsey Vonn. In februari 2019 stond Suter in Crans-Montana voor de eerste maal in haar carrière op het podium van een wereldbekerwedstrijd.
Op 11 januari 2020 boekte de Zwitserse in Altenmarkt-Zauchensee haar eerste wereldbekerzege op de afdaling. Een maand later volgde de zege op de Super G in Garmisch-Partenkirchen. Het was de opmaat naar een dubbele eindoverwinning in het wereldbekerklassement. Op de afdaling verzekerde ze de winst met een tweede plek in Crans-Montana. Op de Super G stond ze bovenaan toen de laatste wedstrijden in Cortina d'Ampezzo werden afgelast vanwege de Italiaanse uitbraak van het Corona-virus.
Suter won goud en zilver op de wereldkampioenschappen in Cortina d'Ampezzo, in 2021. Eerst werd ze nog tweede op de Super G, achter landgenote Lara Gut-Behrami en voor Mikaela Shiffrin. Op de afdaling was ze zelf het snelste en maakte ze het verschil op het laatste glijdgedeelte. Het was de eerste Zwitserse WK-overwinning op de afdaling sinds 1989, toen Maria Walliser won in Colorado.
In aanloop naar de Olympische Spelen in Peking was Suter op dreef. Twee weken tevoren won ze de afdaling in Garmisch-Partenkirchen. Dat hielp om, voor de tweede keer op rij, een tweede plek in het wereldbekerklassement van de afdaling te halen. Op 15 februari 2022 behaalde ze de Olympische titel op de afdaling.
In het seizoen 2022/23 won Suter de eerste wereldbekerwedstrijd in Lake Louise op de Super G. Een maand later maakte ze een nare val mee in Cortina d'Ampezzo, waar ze de wind onder de skies kreeg toen ze met 104 km/u naar beneden kwam. Gelukkig kon ze na een korte pauze zelfstandig naar beneden skieën. Drie weken later, bij de wereldkampioenschappen in Courchevel Méribel, in februari 2023, won ze brons op de afdaling. Ze won ook brons in het eindklassement van de wereldbeker afdaling.
Tijdens het seizoen 2023/24 ging het opnieuw mis in de afdaling in Cortina d'Ampezzo, op een plek waar vlak tevoren Mikaela Shiffrin onderuit ging. Ze scheurde een voorste kruisband en beschadigde de meniscus van haar linker knie. Hierdoor moest ze een operatie ondergaan en was haar seizoen ten einde.

## Resultaten

### Olympische Spelen
| Jaar | Plaats      | Resultaten              |
| ---- | ----------- | ----------------------- |
| 2018 | Pyeongchang | 6e Afdaling 17e Super G |
| 2022 | Peking      | Afdaling · 13e Super G  |

### Wereldkampioenschappen
| Jaar | Plaats             | Resultaten                                |
| ---- | ------------------ | ----------------------------------------- |
| 2017 | Sankt Moritz       | 12e Super G 18e Afdaling                  |
| 2019 | Åre                | Afdaling · Super G · DNS2 Combinatie      |
| 2021 | Cortina d'Ampezzo  | Afdaling · Super G · 18e Reuzenslalom     |
| 2023 | Courchevel-Méribel | Afdaling · 20e Super G                    |
| 2025 | Saalbach           | 7e Afdaling 7e Teamcombinatie 14e Super G |

### Wereldbeker
Eindklasseringen
| Seizoen   | Algm | AD     | RS  | SG    | SC  |
| --------- | ---- | ------ | --- | ----- | --- |
| 2014/2015 | 117e | 48e    | -   | 54e   | -   |
| 2015/2016 | 29e  | 9e     | -   | 18e   | -   |
| 2016/2017 | 33e  | 15e    | -   | 13e   | 41e |
| 2017/2018 | 34e  | 20e    | -   | 15e   | -   |
| 2018/2019 | 18e  | 6e     | -   | 16e   | -   |
| 2019/2020 | 4e   | Goud   | -   | Goud  | -   |
| 2020/2021 | 8e   | Zilver | 30e | Brons |     |
| 2021/2022 | 9e   | Zilver | 45e | 8e    |     |
| 2022/2023 | 12e  | Brons  | 47e | 6e    |     |
| 2023/2024 | 55e  | 28e    | -   | 20e   |     |
| 2024/2025 | 18e  | 10e    | -   | 8e    |     |

Wereldbekerzeges
| Datum            | Plaats                 | Onderdeel |
| ---------------- | ---------------------- | --------- |
| 11 januari 2020  | Altenmarkt-Zauchensee  | Afdaling  |
| 9 februari 2020  | Garmisch-Partenkirchen | Super G   |
| 18 december 2020 | Val d'Isère            | Afdaling  |
| 29 januari 2022  | Garmisch-Partenkirchen | Afdaling  |
| 04 december 2022 | Lake Louise            | Super G   |